# Mäksa
Mäksa (en estonien : Mäksa vald) est une municipalité rurale de la région de Tartu en Estonie. Elle s'étend sur 133,4 km2. 

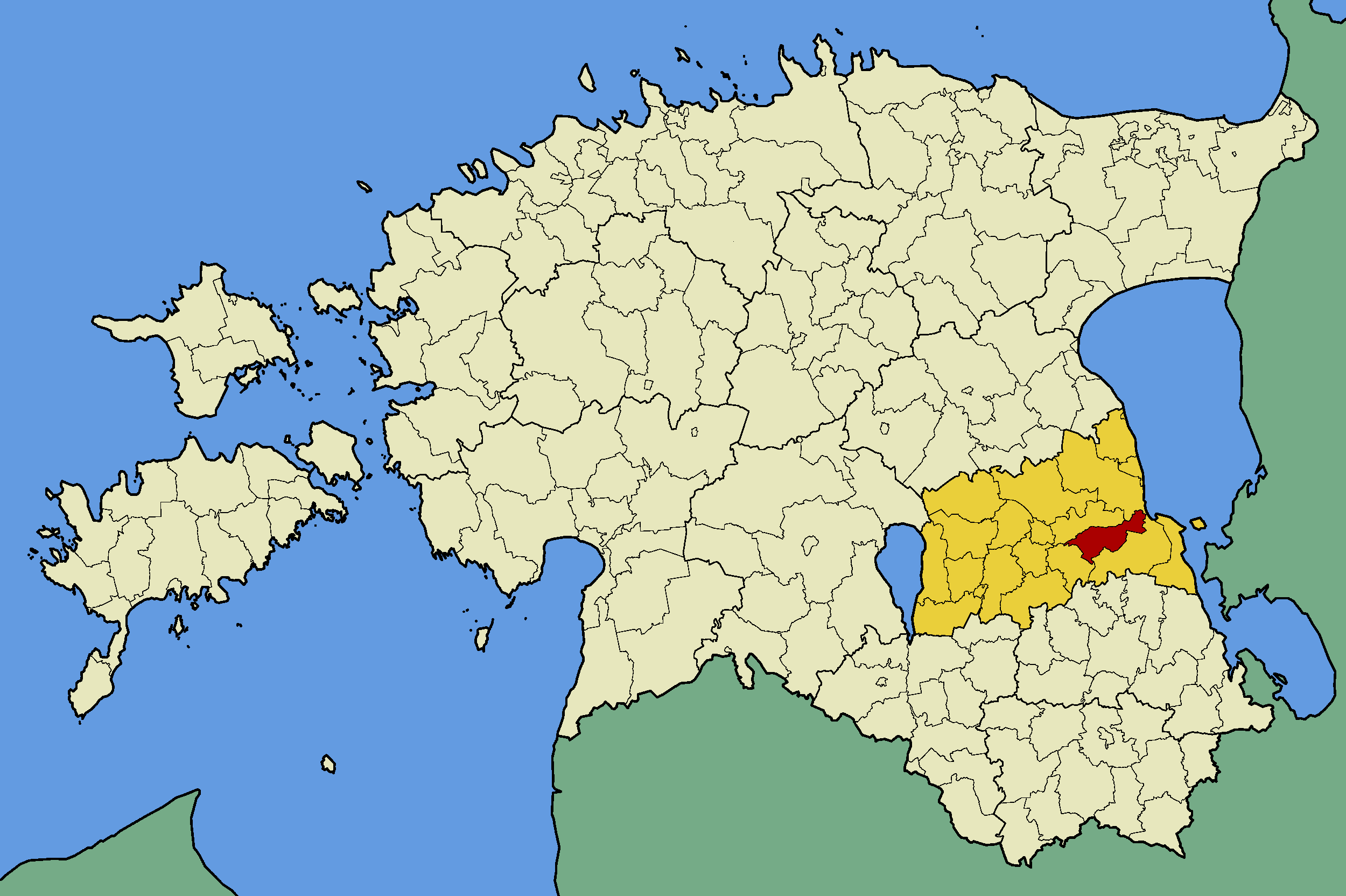
Commune de Mäksa (en rouge) dans le Comté de Tartu (en jaune).

Sa population est de 1 718 habitants(01/01/2012).

## Municipalité
La commune comprend 16 villages :
Aruaia - Kaagvere - Kaarlimõisa - Kastre - Melliste - Mäksa - Mäletjärve - Poka - Sarakuste - Sudaste - Tammevaldma - Tigase - Vana-Kastre - Veskimäe - Võruküla - Võõpste